# Melanie Stone
Melanie Stone (* 21. März 1988 in Sacramento, Kalifornien) ist eine US-amerikanische Schauspielerin.

## Leben
Stone wurde am 21. März 1988 in Sacramento geboren. Sie begann während ihrer Schulzeit mit dem Schauspiel, als sie eine Rolle im Highschool-Theater für das Stück Der Zauberer von Oz dank ihrer ältesten Schwester bekam. Ihre erste Filmrolle hatte sie 2011 im Film No Precedence. Es folgten weitere Filmproduktion, meistens im Low-Budget. So hatte sie 2014 eine Rolle in Sternenkrieger – Survivor und verkörperte ab dem gleichen Jahr die Rolle der Marek in insgesamt fünf Filmen der Mythica-Filmreihe. Ab 2016 folgten Besetzungen in einzelnen Episoden von Fernsehserien. Zuletzt war sie verstärkt in Fernsehfilmproduktionen zu sehen. Von 2018 bis 2019 stellte sie die Rolle der Lucky Jenny in 22 Episoden der Fernsehserie We’re Alive: Frontier dar. 2024 spielte sie weibliche Hauptrolle im Film Love Switch. 2025 war sie in 1 More Round in der weiblichen Hauptrolle der Jackie Despain zu sehen.

## Filmografie (Auswahl)
- 2011: No Precedence
- 2013: Christmas for a Dollar
- 2013: Chronologic (Kurzfilm)
- 2014: Sternenkrieger – Survivor (Survivor)
- 2014: One Shot
- 2014: The Christmas Dragon
- 2014: Mythica – Weg der Gefährten (Mythica: A Quest for Heroes)
- 2014: Wildlife (Kurzfilm)
- 2015: Be My Frankenstein (Kurzfilm)
- 2015: He Knows My Name (Kurzfilm)
- 2015: Mythica – Die Ruinen von Mondiatha (Mythica: The Darkspore)
- 2015: Waffle Street
- 2015: Miracle Maker
- 2015: Caged to Kill
- 2015: Mythica – Der Totenbeschwörer (Mythica: The Necromancer)
- 2016: Mythica: The Iron Crown
- 2016: In the End: Sketch Comedy (Fernsehserie, Episode 1x01)
- 2016: Nocturne
- 2016: Mythica: The Godslayer
- 2016: Lunchtime Battle: A Mobile Strike Story (Kurzfilm)
- 2016: GruntSlingers (Fernsehfilm)
- 2017: The Killing Pact (Fernsehfilm)
- 2017: Extinct (Fernsehserie, Episode 1x08)
- 2017: Chasing Shadows
- 2018: Little Women
- 2018: Devil’s Got My Back (Fernsehfilm)
- 2018: Weihnachten in Alaska (My Christmas Inn, Fernsehfilm)
- 2018: Weihnachtsball im Wunderland (Christmas Wonderland, Fernsehfilm)
- 2018–2019: We’re Alive: Frontier (Fernsehserie, 22 Episoden)
- 2019: Gone Hollywood (Fernsehfilm)
- 2019: Her Deadly Reflections (Fernsehfilm)
- 2020: Retreat to Paradise (Fernsehfilm)
- 2020: Scarlett
- 2021: Verlorene Liebe in der Wildnis – Love, Lost & Found (Love, Lost & Found, Fernsehfilm)
- 2021: Cupid for Christmas
- 2022: Deadstream
- 2022  V/H/S/99
- 2023: He’s Dead & So Am I
- 2024: Love Switch
- 2025: 1 More Round
- 2025: The Parables of Jesus: The Good Samaritan (Kurzfilm)
- 2025: Braving Rapids